# Euroapotheca
Euroapotheca ist eine 2007 gegründete Holdinggesellschaft des litauischen Konzerns Vilniaus prekyba. Sie führt seit Sommer 2007 die Geschäfte der Apothekenketten des Konzerns in vier europäischen Ländern (LT, LV, EE, PL). Kernmarkt ist dabei Litauen.  Der Umsatz betrug im Jahr 2012 966,906 Millionen Litas (280 Mio. Euro) und das Stammkapital 99 Mio. Euro (2013). 2007 hatte das Unternehmen 3000 Beschäftigte und betrieb 400 Apotheken (2013).

## Struktur
Die Kette gliedert sich nach Einzelmärkten wie folgt auf:
- Litauen: UAB "Eurovaistinė" (255 Filialen), EVD, „Euro Solution-2“, Vaistų realizacijos centras und EVRC
- Polen: Euro-Apteka (61 Filialen), „Euro Solution“
- Lettland: Euroaptieka (36 Filialen), „Euroaptieka farmacija“
- Estland: Euroapteek (24 Filialen), „Baltfarma“

Ehemals:
- Tschechien: Eurolekarna, 18 Filialen
- Slowakei: Eurolekaren, 10 Filialen

## Leitung
- bis 2013: Andrius Lenickas
- seit 2013: Raimonda Kižienė[3]